# Humaan coronavirus NL63
Humaan coronavirus NL63 of HCoV-NL63, ook wel New Haven-coronavirus genoemd, is een soort virus uit de onderfamilie van coronavirussen dat eind 2004 werd geïdentificeerd bij een zeven-maanden-oud kind met bronchiolitis in Nederland. Het virus is een positief enkelstrengs RNA-virus met envelop dat zijn gastheercellen binnen dringt via de ACE2-receptor. Infecties met het virus zijn wereldwijd vastgesteld, en zijn in verband gebracht met vele veel voorkomende symptomen en ziektes. Geassocieerde ziektes met het virus zijn onder andere milde tot matige hoge luchtweginfectie, ernstige lage luchtweginfectie, kroep en bronchiolitis.
Het virus werd voornamelijk aangetroffen bij jonge kinderen, ouderen en patiënten met immuundeficiëntie. Het virus is seizoens-gerelateerd in gebieden met een gematigd klimaat. Een studie verricht in Amsterdam schatte de aanwezigheid van HCoV-NL63 op ongeveer 4,7% bij gewone luchtwegaandoeningen. Verdere onderzoeken toonden aan dat het geen opkomend virus is, maar eerder een virus dat continu circuleert in de menselijke populatie. Het virus heeft zijn oorsprong bij geïnfecteerde civetkatachtigen en vleermuizen.